# Aonia Planum
Aonia Planum est une étendue plane élevée (planum) située dans l'hémisphère sud de la planète Mars.